# Alland
Alland är en ort och kommun i Österrike. Den ligger i distriktet Baden i förbundslandet Niederösterreich, 27 kilometer sydväst om huvudstaden Wien. 
Kommunen består av tio orter (Ortschaften) (inom parentes invånarantal 1 januari 2024):

- Alland (1 580)
- Glashütten (110)
- Groisbach (228)
- Holzschlag (56)
- Maria Raisenmarkt (149)
- Mayerling (288)
- Rohrbach (48)
- Schwechatbach (108)
- Untermeierhof (89)
- Windhaag (24)